# 합천 추본사·명곡사
합천 추본사·명곡사(陜川 追本祠·明谷祠)는 대한민국 경상남도 합천군 야로면 정대리에 있는, 분성 배씨의 시조 배지타를 비롯하여 부·현경·우·승고·원룡 및 맹후·명원·형원·일장 공을 제사지내는 곳이다.
1988년 12월 23일 경상남도의 유형문화재 제264호 추본사, 명곡사으로 지정되었다가, 2018년 12월 20일 현재의 명칭으로 변경되었다.

## 개요
추본사와 명곡사는 분성 배씨의 시조 배지타를 비롯하여 부·현경·우·승고·원룡 및 맹후·명원·형원·일장 공을 제사지내는 곳이다.
추본사는 조선 중종 32년(1537)에 상정에 지었으나 무너져서 1948년 현위치로 옮겼다. 앞면 3칸·옆면 2칸으로 지붕옆면이 사람 인(人)자 모양인 맞배 지붕이며 앞면에 다른 기둥을 세워 트여있는 공간을 만들었다.
조선 숙종 1년(1675)에 명곡에 명곡서원을 지었으나 고종 때 서원철폐령으로 인해 헐리었다. 1938년에 상정에 명곡사로 다시 지었으며, 1948년에 지금의 위치로 옮겼다. 앞면 3칸·옆면 1칸으로 지붕 옆면이 사람 인(人)자 모양인 맞배지붕이다. 추본사처럼 전면에 트여있는 공간은 없다.

## 참고 문헌
- 합천 추본사·명곡사 - 국가유산청 국가유산포털